# تيكن 8
تيكن 8 (بالإنجليزية: Tekken 8)‏ هي لعبة قتال عام 2024، من تطوير ونشر شركة بانداي نامكو إنترتينمنت، وهي اللعبة العاشرة، والجزء الرئيسي الثامن من سلسلة تيكن. أطلقت على أجهزة مايكروسوفت ويندوز، إكس بوكس سيريس إكس وسيريس إس وبلاي ستيشن 5 في 26 يناير، 2024. بعد ستة أشهر من سابقتها، سنرى المعركة الأخيرة التي ستجمع كازويا ميشيما، العدو الرئيسي للعبة، وإبنه جين كازاما، بطل الرواية الذي يحاول بكل جهد أن يقتل والده وينهي الفوضى المستمرة منذ سنوات.

## اللعب
عندما تتحدث عن اللعب، فإن اللعبة تقدم لنا أكثر من بيئة سينمائية قتالية، من جهة أخرى، تستخدم اللعبة محركا جديدا خامسا من أنريل إنجن، مما يجعلها أول لعبة قتالية تستخدم النسخة الخامسة من أنريل إنجن. اللعب في تيكن 8 حسب كلام مبتكر السلسلة كاتسوهيرو هارادا، يركز على العدائية ومكافأت اللاعبين ضد دفاعات خصومهم، وسيتم تطبيق نظام اللعب ويدعى Heat، وهو نظام لا يمنح ضررًا لمجموعة من حركات إضافية فحسب، بل يغير أيضًا خصائص حركات بعض الشخصيات، مثل كسر الحماية الشديد. الغيم بلاي في هذه اللعبة شبيه بلعبة تيكن 6، إذ تم التخلي عن نظام Screw الذي إستخدم في لعبة تيكن 7. حركة Rage Drive تم فصلها وأعيدت صناعتها إلى Heat و Heat Smash.

## الإضافات
- طور Arcade Quest = وهو طور تخصص فيه شخصيتك وخلفيتك المفضلة في لوبي المعركة، يمكنك إستعمال عملة Fight Money.

## روابط خارجية
- تيكن 8 على موقع IMDb (الإنجليزية)